# (3394) Banno
(3394) Banno est un astéroïde de la ceinture principale.

## Description
(3394) Banno est un astéroïde de la ceinture principale. Il fut découvert le 16 février 1986 à Nasukarasuyama par Shigeru Inoda. Il présente une orbite caractérisée par un demi-grand axe de 2,32 UA, une excentricité de 0,20 et une inclinaison de 7,1° par rapport à l'écliptique.

## Compléments